# Messier 102
Messier 102 – jeden z obiektów katalogu Messiera. Nie ma całkowitej pewności co do galaktyki, którą wskazuje, gdyż wpis w katalogu nie opiera się na obserwacjach autora, lecz jego przyjaciela – Pierre'a Méchaina. Najprawdopodobniej Messier dodał wpis M102 do katalogu nie sprawdziwszy uprzednio jego poprawności. Najprawdopodobniej chodziło albo o Messier 101 lub o NGC 5866.

## Najbardziej prawdopodobne obiekty
Od publikacji katalogu Messiera, wiele galaktyk zostało zidentyfikowanych przez astronomów jako pasujące do opisu M102.

### Messier 101

Messier 101 widziana przez Kosmiczny Teleskop Hubble’a. Źródło: NASA/ESA.

Messier 101 (znana także jako Galaktyka Wiatraczek lub NGC 5457) to galaktyka spiralna ze słabym jądrem i bardzo rozwiniętymi ramionami w gwiazdozbiorze Wielkiej Niedźwiedzicy. W liście napisanym w 1783 do J. Bernoulliego, Pierre Méchain (który podzielił się z informacją o jej odkryciu z Messierem) napisał, że M102 była faktycznie przypadkowym powtórzeniem M101 w katalogu.

### NGC 5866

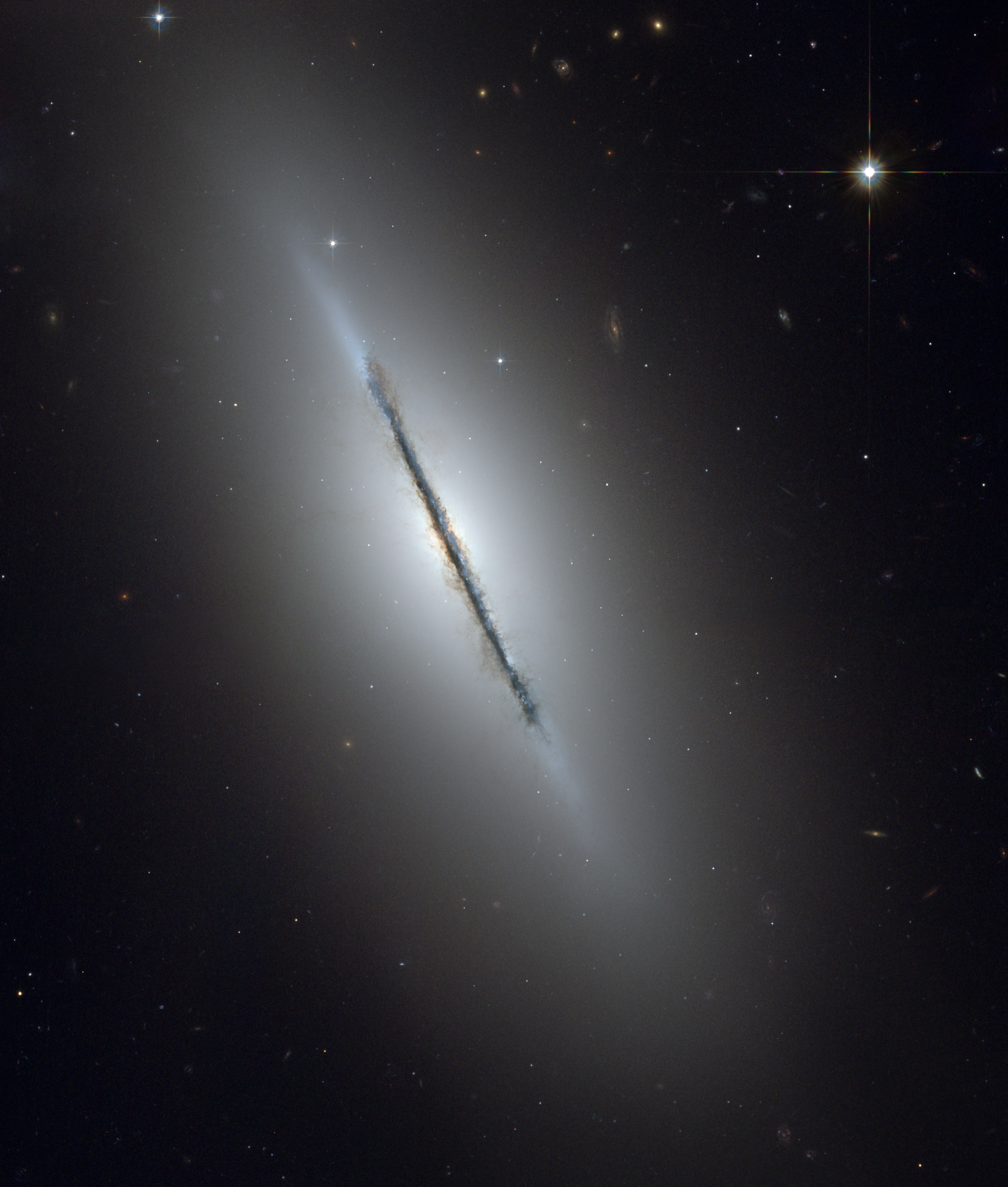
NGC 5866 widziana przez Kosmiczny Teleskop Hubble’a. Źródło: NASA/ESA.

NGC 5866 (zwana także Galaktyką Wrzeciono) to galaktyka soczewkowata w gwiazdozbiorze Smoka. Ta galaktyka pasuje do opisów Pierre'a Méchaina w drukowanej wersji katalogu z roku 1781, i pozycji obiektu danej przez Charles’a Messiera we własnoręcznych notatkach na temat katalogu.

### Inne możliwe obiekty
Oprócz M101 i NGC 5866 jest jeszcze kilka możliwych obiektów, ale są one o wiele mniej prawdopodobne.

#### NGC 5879, NGC 5907, NGC 5908
NGC 5879, NGC 5907 oraz NGC 5908 są galaktykami znajdującymi się blisko NGC 5866. Wszystkie one mogą być M102, jednakże są one słabsze od NGC 5866.

#### NGC 5928
NGC 5928 to galaktyka o wielkości gwiazdowej równej 14 położona pomiędzy ο Boötis i ι Serpentis. John Dreyer, w jego Notatkach i Poprawkach do New General Catalogue, sugerował, że to mogła być M102, jednakże była ona raczej zbyt słaba, by Messier czy Méchain mogli ją dostrzec.